# Тернопилски областен художествен музей
Тернопилският регионален художествен музей (на украински: Тернопільський обласний художній музей) е художествен музей в Тернопил, Украйна.

## История
Въпреки че официално е създаден 1991 г., Тернопилският художествен музей има дълга история. Тя започва във формат на Регионален подилски музей, открит на 13 април 1913 г. в четири зали на Обществото на народните училища (на полски: Towarzystwo Szkół Ludowych). Основател на музея е полският професор Станислав Сроковски, дългогодишен председател на управителния съвет на Обществото. Националната академия на науките. Сред експонатите на музея са произведения на живописта и пластиката, килими и бродерии, монети, оригинални документи. По време на Първата световна война руските войски унищожават сградата, заедно с голяма част от колекцията.
Разрушената сграда е възстановена през 1925 година. Музейната сбирка с регионален характер се състои от 4 раздела: исторически, етнографски, съвременно изкуство (по-специално художествени занаяти) и природен. Официалното откриване на музея във възстановената сграда е на 9 ноември 1930 г.
През есента на 1939 г. новите власти реорганизират Регионалния подилски музей в Тернопилски историко-краеведски музей. Фондовете на музея са допълнени с много произведения на изкуството от Западна Европа от XVII – XIX век от национализираните частни колекции на благородническите семейства Потоцки и Козибродски.
След края на Втората световна война музеят възобновява дейността си на 15 юли 1945 година.
В началото на 60-те години на XX век колекцията на музея е допълнена с икони, стари щампи, резби, включително барелефи на Йохан Георг Пинзел от Бучач.
Колекцията от произведения на Краеведския музей е в основата на Картинната галерия в Тернопил, открита на 6 май 1978 г. в бившата сграда на доминиканската Катедралата на Непорочното зачатие на Пресвета Богородица. Значителна помощ при организирането на галерията оказват водещи музеи в Украйна и Дирекцията за художествени изложби към Националния съюз на художниците на Украйна.
През януари 1986 г. Картинната галерия е преместена в настоящия павилион, който е пристройка към жилищната сграда. Помещенията на сградата са пригодени за изложбени зали.
Самият Тернопилски регионален художествен музей е основан на 1 май 1991 г. на базата на бившата Картинна галерия, преди това явяваща се отдел на Краеведския музей. Решението влиза в сила на 1 юни същата година.
Първата изложба, представяща творчеството на Андрий Петрик, е открита на 9 август 1991 година. През октомври е открита постоянна изложба на произведения на украинското и чуждестранното изкуство.

## Дейности, експозиция и музеен фонд
Дейностите на Регионалния художествен музей в Тернопил са обособени в изследователски отдел, образователна дейност (екскурзии и лекции), експозиции и изложби, методическа и реставрационна работа.
Към 2017 г. музейната колекция наброява 9 061 експоната, включително 936 картини, 7 382 графики, 170 скулптури, 573 предмета на декоративно-приложното изкуство.
Отделните фондове към музея включват картини, гравюри и архивни материали на Андрий Петрик, Дионисий Шолдра, Антон Малюца, над 6 000 екслибриси от частната колекция на проф. Емануил Бергер.
Постоянната експозиция е изградена на хронологичен принцип и представя изкуството на Украйна и Западна Европа. Сред забележителните експонати на украинското изкуство се числят икони от XVII – XIX в., дърворезба на Йохан Георг Пинзел и Антон Осински, портрети, стари щампи с гравюри от XVIII век.
В периода 1993 – 1995 г. в музея работи художникът и реставратор от Ню Йорк, роден в Тернопил, Дионисий Шолдра, който дарява 50 картини на музея и полага основите на реставрационната дейност. През септември 1998 г. е открита Мемориалната зала на Дионисий Шолдра, в която са изложени творби, снимки и документи, инструменти и материали за реставрация, както и лични вещи на художника.

## Връзки
- Официален уебсайт
- Регионален художествен музей, Тернопил. karpaty.info

|  | Тази страница частично или изцяло представлява превод на страницата „Тернопільський обласний художній музей“ в Уикипедия на украински. Оригиналният текст, както и този превод, са защитени от Лиценза „Криейтив Комънс – Признание – Споделяне на споделеното“, а за съдържание, създадено преди юни 2009 година – от Лиценза за свободна документация на ГНУ. Прегледайте историята на редакциите на оригиналната страница, както и на преводната страница, за да видите списъка на съавторите. ВАЖНО: Този шаблон се отнася единствено до авторските права върху съдържанието на статията. Добавянето му не отменя изискването да се посочват конкретни източници на твърденията, които да бъдат благонадеждни. |